# Concorde (Schriftart)

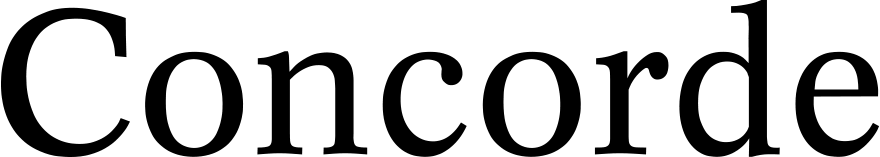
Concorde Regular von Günter Gerhard Lange, H. Berthold AG 1969

Concorde ist eine Barock-Antiqua von Günter Gerhard Lange. Die H. Berthold AG brachte sie 1969 in zwei Schriftfetten (Regular und Medium) mit den dazugehörigen Kursiven heraus. Sie sollte den damaligen Anforderungen der Satz- und Drucktechnik gerecht werden und eine Alternative zur Times New Roman sein.
Sauthoff, Wendt und Willberg beschrieben sie mit den Worten: „Die Concorde ist als Antwort auf die Times entstanden. Sie übernimmt viele ihrer Vorzüge, ist aber dank kräftiger Serifen und weniger starkem Dick-Dünn noch strapazierfähiger und vor allem im Offset leichter zu drucken. Wer sich an der Times sattgesehen hat, findet hier eine brauchbare Alternative.“
Unter dem Namen Concorde Pro Condensed stehen bei H. Berthold vier weitere Schriftschnitte zur Verfügung: Concorde Pro Condensed, Concorde Pro Medium Condensed, Concorde Pro Bold Condensed und Concorde Pro Bold Condensed Outline.